# Laurent Robert
Laurent Robert (Saint-Benoît, Réunion, 1975. május 21. –) francia válogatott labdarúgó, aki a 2001-es konföderációs kupán részt vett és bajnokként távozott.

## Pályafutása
Profi karrierjét a Montpellier csapatában kezdte meg 1994-ben, ahol egészen 1999-ig maradt és több mint 100 tétmérkőzésen képviselte a csapatott. Ezt követően a szintén francia Paris Saint-Germain játékosa lett és két szezont töltött el, hogy aztán országot váltson. 2001 és 2006 között az angol Newcastle United alkalmazottja lett, egy szezonos portsmouthi kitérő kivételével. A Benfica és a Levante csapataiban is megfordult rövid ideig, majd 2008-ban a Derby County hivatalos internetes oldalán közölte, hogy Robert átigazolt hozzájuk. Új klubjában mindössze három hónapig szerepelt, négy mérkőzésen viselte a fehér-fekete mezt. A Toronto FC-hez iagzolt, miután sikeresen vette a klub próbajátékát. Visszavonulását a görög Láriszasz együtteséből tette meg 2009-ben. Egy évvel később tárgyalásokat folytatott a francia Red Star együttesével, de végül a visszatérés nem valósult meg.

## Család
Testvérei is labdarúgók, Fabien Robert jelenleg a Forest Green Rovers, míg Bertrand Robert az AÓ Tríkala játékosa.

## Sikerei, díjai
- Franciaország
  - Konföderációs kupa: 2001